# James Collip
James Bertram Collip (20 novembre 1892, Belleville, Ontario - 19 juin 1965, Londres, Royaume-Uni) était un scientifique canadien. Il doit sa notoriété à son appartenance au groupe qui isola l’insuline.
Il occupa la présidence du département de biochimie de l’université McGill de 1928 à 1941, puis la charge de doyen du département de médecine à l’Université Western Ontario de 1947 à 1961, période durant laquelle il est membre honoraire de la fraternité Kappa Alpha.

## Jeunesse
À 15 ans, il intègre le Trinity College de l’université de Toronto où il étudie la physiologie et la biochimie. Il acquit son diplôme de Ph. D. en 1916.

## Carrière
En 1915, alors qu’il a 22 ans et vient d’achever son doctorat, Collip accepte un poste d’enseignant à Edmonton au sein du département de physiologie de l’université d'Alberta. Il occupa ce poste durant sept ans. Son travail se concentrait principalement sur l’analyse chimique du sang des vertébrés et invertébrés.
À partir d’avril 1921, il prit un repos sabbatique de six mois grâce à une bourse de la Fondation Rockefeller, voyageant au côté du professeur John James Rickard Macleod. Son programme de recherche portant sur les effets du pH sur la concentration de sucre dans le sang le conduisit dans des stations biologiques marines de Woods Hole (Massachusetts) et St. Andrews (Nouveau-Brunswick).
MacLeod supervise les travaux de recherche de Frederick Banting et Charles Best sur un traitement du diabète débutés en mai 1921. En décembre, alors que les deux chercheurs ont quelques difficultés dans l’extraction de morceaux de pancréas, MacLeod tira Collip de ses autres recherches pour l’inciter à rejoindre pleinement son équipe. Son rôle consistant en la préparation la plus pure d’insuline.

## Le triomphe de l’insuline
Le mois suivant, il parvint à élaborer une préparation assez pure pour servir dans des essais médicaux à destination du jeune  Leonard Thompson. Les essais cliniques furent un succès, assurant l’avenir de l’hormone. Banting, Best et Collip se partagèrent le brevetage, qu’ils léguèrent à l’université de Toronto pour la somme symbolique d’un dollar.
Les désaccords entre les chercheurs semèrent vite la discorde. Le prix Nobel de physiologie ou médecine de 1923 fut décerné à Banting et à MacLeod. Banting partagea le prix avec Best, tandis que Macleod fit honneur à Collip. Malgré ce geste, Collip et Best furent peu à peu oubliés pour leurs rôles dans la découverte de l’insuline.
Collip retourna à Edmonton où il poursuivit ses recherches puis à l’université McGill à partir de 1928. Il est considéré comme un pionnier dans la recherche endocrinienne et ses travaux jouèrent un rôle important dans la découverte de l’hormone parathyroïdienne (symbolisé PTH).
Il meurt le 19 juin 1965, à l'âge de 72 ans.

## Honneurs et récompenses
- Membre de la Société royale du Canada en 1925
- Membre de la Royal Society en 1933
- Docteur honoris causa de l’université Harvard en 1936
- Commandeur de l’ordre de l'Empire britannique en 1943
- Docteur honoris causa de l’université d'Oxford en 1946
- médaille présidentielle de la Liberté avec palme d’argent en 1947
- Médaille Banting du l’American Diabetes Association (en) en 1960
- Docteur honoris causa de l’université de l'Ontario occidental en 1964